# Condado de Serrallo
El condado de Serrallo es un título nobiliario creado por el rey Amadeo I en 1871 a favor del mariscal Rafael Echagüe y Bermingham, promovido grandeza de España por Alfonso XII en 1876.

## Condes de Serrallo
|                         | Titular                                             | Periodo                 |
| Creación por Felipe III | Creación por Felipe III                             | Creación por Felipe III |
| ----------------------- | --------------------------------------------------- | ----------------------- |
| I                       | Rafael Echagüe y Bermingham                         | 1871-1887               |
| II                      | Manuel Echagüe y Méndez de Vigo                     | 1888-1902               |
| III                     | Ramón Echagüe y Méndez de Vigo                      | 1902-1917               |
| IV                      | Joaquín de Arteaga y Echagüe Silva y Méndez de Vigo | 1919-1928               |
| V                       | Jaime de Arteaga y Falguera                         | 1928-1938               |
| VI                      | Ínigo de Arteaga y Falguera                         | 1951-1966               |
| VII                     | Carlos María de Arteaga y Martín                    | 1966-actual titular     |

## Historia de los condes de Serrallo
- Rafael Echagüe y Bermingham (San Sebastián, 13 de febrero de 1815[3]-Madrid, 23 de noviembre de 1887[4]), I conde de Serrallo, grande de España.[2]

Casó el 24 de enero de 1843 con María de las Mercedes Méndez de Vigo y Osorio (m. 1864), hija de Santiago Méndez de Vigo y García Sanpedro y de Ana Isabel Osorio y Zayas, VI condesa de Santa Cruz de los Manueles, grande de España. Sucedió su hijo en 1888:
- Manuel Echagüe y Méndez de Vigo (m. 1902), II conde de Serrallo, grande de España,[2] teniente general del ejército y capitán general de Valencia.[5]

Contrajo matrimonio el 24 de enero de 1873 con María Antonia de la Gándara y Melé Cortina (m. 1874). Sin descendencia, sucedió su hermano:
- Ramón Echagüe y Méndez de Vigo (1852-25 de noviembre de 1917), III conde de Serrallo, grande de España,[2] gran cruz de la Orden de San Hermenegildo en 1905 y teniente general del ejército.[5]

Casó el 19 de marzo de 1881 con Manuela de Urbina y Ceballos Escalera (m. 1924). Sin descendencia, en 1919, sucedió su sobrino, hijo de su hermana, María de Belén Echagüe y Méndez de Vigo y de su esposo Andrés Avelino de Arteaga y Silva, XVI duque del Infantado.
- Joaquín Ignacio de Arteaga y Echagüe Silva y Méndez de Vigo, (San Sebastián, 5 de agosto de 1870-3 de enero de 1947), IV conde de Serrallo, grande de España,[8][2] XII marqués de Ariza,[9] XII marqués de Armunia,[10] XVII duque del Infantado, XIV marqués de Estepa, XVIII marqués de Santillana, X marqués de Laula (por rehabilitación a su favor en 1913), IX marqués de Monte de Vay (por rehabilitación en 1913), XII marqués de Vivola, XV marqués de Cea, VIII marqués de Valmediano, XII marqués de la Eliseda (por rehabilitación a su favor en 1921), V conde de Corres, XI conde de la Monclova, XIII conde de Santa Eufemia, XVIII conde del Real de Manzanares, XXV conde de Saldaña, XV conde del Cid, XXIII señor de la Casa de Lazcano.[10]

Casó el 8 de noviembre de 1894, en Madrid, con Isabel Falguera y Moreno, III condesa de Santiago. Le sucedió su hijo a quien cedió el título en 1928:
- Jaime de Arteaga y Falguera (Madrid, 28 de enero de 1908-24 de enero de 1938), V conde de Serrallo, grande de España,[2] y XVI conde del Cid. Sin descendencia, sucedió su hermano (convalidación del título el 14 de diciembre de 1951):[11]

- Íñigo de Loyola de Arteaga y Falguera (1905-Marbella, 19 de marzo de 1997), VI conde del Serrallo, grande de España,[2] XIII marqués de Ariza,[9] XIII marqués de Armunia,[12] XIV duque de Francavilla, XVIII duque del Infantado, XIV marqués de Estepa, XIX marqués de Santillana, XVI marqués de Cea, X marqués de Monte de Vay, IX marqués de Valmediano, XI marqués de Vivola, XIX conde del Real de Manzanares, XIV conde de Santa Eufemia, XII conde de la Monclova, VI conde de Corres, XXVI conde de Saldaña, XVII conde del Cid, IV conde de Santiago, XV señor de la Casa de Lazcano y teniente general.[12]

Casó en primeras nupcias el 26 de julio de 1940 con Ana Rosa Martín y Santiago-Concha (m. 1953). Contrajo un segundo matrimonio el 27 de junio de 1959 con  María Cristina de Salamanca y Caro, VII condesa de Zaldívar. Le sucedió, de su primer matrimonio, su hijo a quien cedió el título en 1966:
- Carlos María de Arteaga y Martín, VII conde de Serrallo, grande de España[2] y XVIII conde del Cid.[13]

Casó el 26 de febrero de 1972 con María Isabel Pascual Vidal, matrimonio anulado posteriormente. Casó el 19 de septiembre de 2020, con Lourdes Beltrán de Heredia Villa.